# Härnösand
Härnösand és la capital de la Comtat de Västernorrland, al nord de Suècia, província històrica d'Ångermanland. Està situada a la costa del golf de Bòtnia, a la mar Bàltica. Fou fundada el 1585 per Joan III de Suècia. El 2010, la ciutat tenia 17.556 habitants.